# کاپیتان فلت
کاپیتان فلت (به انگلیسی: Captains Flat) یک شهرک در استرالیا است که در نیو ساوت ولز واقع شده‌است.